# Silverthrone Caldera
Die Silverthrone Caldera ist ein potenziell aktiver komplexer Vulkan im Südwesten der kanadischen Provinz British Columbia. Die bis zu 3.160 m hohe Caldera liegt mehr als 350 km nordwestlich von Vancouver und etwa 50 km westlich des Mount Waddington in den Pacific Ranges der Coast Mountains. Es ist die größte von wenigen Calderas im Westen Kanadas; sie misst von Nord nach Süd etwa 30 km und von West nach Ost etwa 20 km. Der Silverthrone Mountain, ein erodierter Lavadom an der Nordseite der Caldera, 2.864 m hoch, könnte der höchste Vulkan in Kanada sein.
Die wichtigsten Gletscher im Silverthrone-Gebiet sind der Pashleth Glacier, der Kingcome Glacier, der Trudel Glacier, der Klinaklini Glacier und der Silverthrone Glacier. Der Hauptteil der Caldera liegt im Ha-Iltzuk Icefield, welches das größte Eisfeld in der Südhälfte der Coast Mountains darstellt; es ist eines der fünf Eisfelder im südwestlichen British Columbia, das aufgrund der globalen Erwärmung von Mitte der 1980er Jahre bis 1999 an Mächtigkeit verlor. Nahezu die Hälfte des Eisfeldes wird über den Klinaklini Glacier entwässert, welcher den Klinaklini River speist.
Die Silverthrone Caldera ist sehr abgelegen und wird selten von Geowissenschaftlern wie Vulkanologen aufgesucht oder studiert. Sie kann per Hubschrauber oder – mit großen Schwierigkeiten – über Bergsteige entlang der vielen Flusstäler aufgesucht werden, die von der British Columbia Coast oder vom Interior Plateau ausgehen.

## Geologie
Die Silverthrone Caldera ist Teil des Pemberton-Vulkangürtels,  welcher als  epizonale Intrusion umschrieben wird. In einem anderen tief erodierten Caldera-Komplex, dem Franklin Glacier Complex, vereinigt sich der Pemberton-Vulkangürtel mit dem Garibaldi-Vulkangürtel, einer nordwestwärts gerichteten vulkanischen Zone aus Vulkankegeln und -feldern, die sich von nahe der Grenze zwischen Kanada und den Vereinigten Staaten östlich von Vancouver entlang der British Columbia Coast erstreckt. Die Intrusionen werden als Objekte aus Ganggesteinen betrachtet, deren vulkanische Grenze im Miozän aktiv war, während früher Stadien der Subduktion der Juan-de-Fuca-Platte. Mit der bemerkenswerten Ausnahme von King Island sind alle intrusiven und eruptiven Gesteine kalk-alkalisch und bestehen aus granodioritischen Körpern und dazitischem Auswurfmaterial.
Im größeren Maßstab sind die intrusiven und eruptiven Gesteine Teil des Coast Range Arc, welcher den größten zusammenhängenden Ausstoß an Granit in Nordamerika darstellt. Die intrusiven und metamorphen Gesteine erstrecken sich ungefähr über 1.800 km entlang der Küste von British Columbia, des Alaska Panhandle und des südwestlichen Yukon-Territorium. Es handelt sich um das Überbleibsel eines einst riesigen Vulkanbogens, der im Ergebnis der Subduktion der Farallon-Platte und der Kula-Platte vom Jura bis zum Eozän entstand. Im Gegensatz dazu sind der Mount Garibaldi, das Mount-Meager-Massiv, der Cayley und das Silverthrone-Gebiet von jüngerem vulkanischen Ursprung.

### Struktur

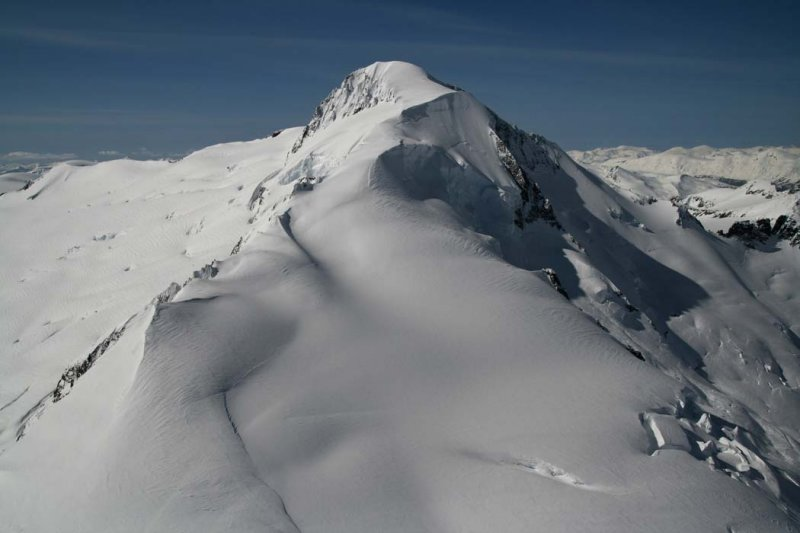
Ostseite des Mount Silverthrone
John Scurlock/Jagged Ridge Imaging

Wie andere Calderas wurde auch der Silverthrone als Ergebnis einer sich leerenden Magmakammer nahe dem Vulkan geformt. Wenn genügend Magma ausgestoßen wird, ist die geleerte Kammer nicht mehr in der Lage, das Gewicht des über ihr liegenden vulkanischen „Gebäudes“ zu tragen. Ein ungefähr kreisförmiger Riss – ein „ringförmiger Bruch“ – entwickelt sich rund um die Grenzen der Kammer. Diese Ringbrüche sind die Quellen für Bruch-Intrusionen, die auch als Ring-Dykes bezeichnet werden. Sekundäre Vulkanschlote können sich über einem solchen Ring-Bruch bilden. Mit zunehmender Leerung der Magmakammer stürzt das Zentrum des Vulkans inmitten des Ringbruchs ein. Der Einsturz kann sich als Ergebnis einer einzelnen kataklysmischen Eruption ereignen oder in mehreren Stufen als Ergebnis einer Reihe von Eruptionen. Das Gesamtgebiet des Einsturzes kann hunderttausende von Quadratkilometern umfassen.
Steile Verbindungen zwischen der dicken basalen Brekzie des Mount Silverthrone und älteren kristallinen Gesteinen der umgebenden Gipfel legen nahe, dass die Brekzie Teil der schrittweisen Veränderung beim Füllen der Caldera ist. Das Vorhandensein irregulärer Intrusionen von Ganggesteinen und ein Überfluss an Dykes innerhalb der Brekzie – ohne angrenzende anstehende Gesteine – liefern weitere Evidenz für die Silverthrone Caldera. Ein durch Kalium-Argon-Datierung ermitteltes Alter von 750.000 und 400.000 Jahren der rhyolithischen Lavadome oberhalb der basalen Brekzie ist mit den hohen Raten von Hebung und Erosion vereinbar, die an anderen Orten in den Coast Mountains beobachtet wurden.

### Ursprünge

Karte des Garibaldi-Vulkangürtels mit seinen Vulkanen einschließlich der Silverthrone Caldera

Die noch weitgehend ungeklärten tektonischen Ursachen des Vulkanismus, der die Silverthrone Caldera schuf, sind Gegenstand fortgesetzter Forschung. Silverthrone liegt nicht über einem Hotspot wie der Nazko Cone oder Hawaii. Er kann jedoch Ergebnis der Cascadia-Subduktionszone sein, weil Andesit, basaltischer Andesit, Dazit und Rhyolith am Vulkan und anderswo entlang der Subduktionszone gefunden werden können. Die aktuelle Lage der Kontinentalplatten und die Rate der Subduktion passen nicht dazu, aber die chemische Zusammensetzung am Silverthrone weist auf seinen Zusammenhang zur Subduktion hin.
Die Cascadia-Subduktionszone ist eine lange konvergierende Plattengrenze, welche die Juan-de-Fuca-Platte, die Explorer-Platte, die Gordaplatte und die Nordamerikanische Platte trennt. Hier sinkt die ozeanische Kruste des Pazifiks nahe Nordamerika mit einer Rate von 40 mm pro Jahr ab. Heißes Magma, das über die absinkende ozeanische Platte quillt, schafft Vulkane, von denen jeder über einige Millionen Jahre hinweg ausbricht. Es wird geschätzt, dass die Subduktionszone seit mindestens 37 Millionen Jahren existiert; in dieser Zeit hat sie mit dem Kaskaden-Vulkanbogen eine Reihe von Vulkanen geschaffen, die sich entlang der Subduktionszone von Nordkalifornien bis Vancouver Island auf über 1.000 km erstrecken. Mehrere Vulkane in dem Bogen sind potenziell aktiv. Alle bekannten historischen Eruptionen im Bogen ereigneten sich in den Vereinigten Staaten. Zwei der jüngsten Ereignisse fanden am Lassen Peak zwischen 1914 und 1921 sowie 1980 am Mount St. Helens statt. Außerdem gehört der Ort der jüngsten im heutigen Kanada verzeichneten großen Eruption am Mount-Meager-Massiv dazu, welches vor etwa 2.350 Jahren ausbrach.

### Eruptive Vergangenheit

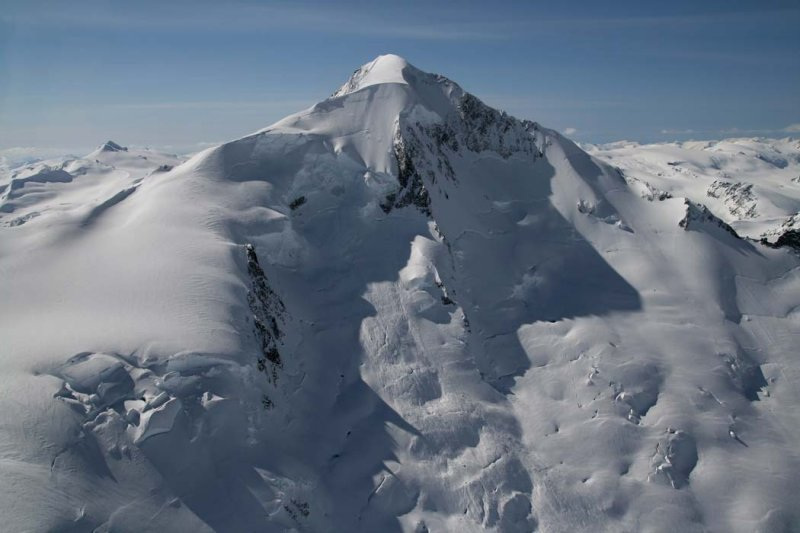
Nordost-Seite des Mount Silverthrone
John Scurlock/Jagged Ridge Imaging

Über die Eruptionen an der Silverthrone Caldera in der Vergangenheit ist wenig bekannt. Wie bei anderen Calderas auch sind jedoch die Eruptionen am Silverthrone von ihrer Natur her explosiv, wozu viskoses Magma, Lawinen aus heißer Vulkanasche und Glutlawinen gehören. Die Quelle des Magmas dieses Gebirgsstocks wird als sauer klassifiziert mit hohen bis mittleren Gehalten an Silizium, wie sie in Rhyolith, Dazit und Andesit zu finden sind. Andesitisches und rhyolithisches Magma wird häufig mit den beiden explosiven Eruptionsformen Plinianische und Peléanische Eruption in Zusammenhang gebracht. Der Silverthrone ist deutlich jünger als sein nächster prominenter ostsüdöstlicher Nachbar, der Franklin Glacier Complex.
Die meisten eruptiven Produkte der Caldera sind durch alpine Gletscher stark erodiert worden und treten heute an den schroffen Hängen zutage, die sich von nahe dem Meeresspiegel bis in weniger als 3.000 m Höhe finden. Die Masse des Komplexes scheint zwischen 100.000 und 500.000 Jahren vor heute ausgebrochen zu sein, aber post-glaziale Kegel und Lavaflüsse aus andesitischen und basaltischen Andesiten sind gleichfalls vorhanden. Anormale, nach der Kalium-Argon-Datierung ermittelte Alter von 1.000.000 und 1.100.000 Jahren, wurden an einem großen Lavafluss von mindestens 10 km Länge ermittelt, der sich in den postglazialen Tälern von Pashleth Creek und Machmell River findet. Dieser aus Blöcken bestehende Lavafluss ist offensichtlich deutlich jünger als nach der Kalium-Argon-Methode bestimmt. Energiereiche Gletscherströme haben erst begonnen, einen Kanal entlang des Randes des Lavaflusses zu graben. Die jüngeren andesitischen Gesteine stammen von einer Gruppe von Schloten, die heute meist eisbedeckt und rings um die Peripherie der Caldera angeordnet sind. In hohen Lagen liegen Brekzien und Schlacken proximal (relativ nah am Entstehungsort) von mehreren erodierten Kegeln auf groben Sedimenten der älteren Teile des Vulkankomplexes. Die Anwesenheit von unverfestigten fluvialen Ablagerungen unter dem Lavafluss legt nahe, dass er weniger als 1.000 Jahre alt ist.
Obwohl der konkrete Vulkanexplosivitätsindex (VEI) der Silverthrone Caldera unbekannt ist, können die Chemie und die Struktur des Vulkans mit anderen Calderas verglichen werden, die eine Reihe der zerstörerischsten Eruptionen der Geschichte verursacht haben. Die Caldera ist etwa 30 km lang und 20 km breit, während die des Crater Lake in Oregon (USA) 10 km lang und 8 km breit ist. Solche Calderas sind normalerweise durch große kataklysmische Eruptionen verursacht worden, die einen VEI von 7, vergleichbar mit dem Ausbruch des Tambora von 1815, erreichen und damit als „super-kolossal“ gelten.

### Heutige Aktivität
Die Silverthrone Caldera gehört zu den elf kanadischen Vulkanen, die mit der heutigen seismischen Aktivität in Zusammenhang gebracht werden. Die anderen sind der Castle Rock, Mount Edziza, Mount Cayley, der Hoodoo Mountain, The Volcano, die Crow Lagoon, Mount Garibaldi, das Mount-Meager-Massiv, das Wells Gray-Clearwater-Vulkanfeld und der Nazko Cone. Die seismischen Daten legen nahe, dass diese Vulkane immer noch über aktive Magma-Röhrensysteme verfügen, die auf mögliche künftige eruptive Aktivitäten hinweisen. Obwohl die verfügbaren Daten keine klaren Schlüsse zulassen, sind diese Beobachtungen weitere Indizien für die potenzielle Aktivität einiger Vulkane in Kanada sowie dafür, dass damit zusammenhängende Gefahren bedeutend sein können. Die seismische Aktivität korreliert sowohl mit dem Alter der jüngsten kanadischen Vulkane als auch mit langlebigen Vulkanzentren, deren historische Ausbrüche explosiv und schwer waren, wie z. B. der Silverthrone Caldera.

## Gefährdungslage

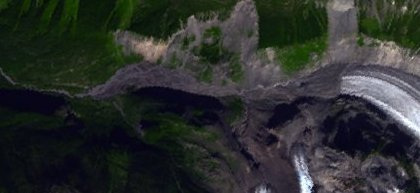
Satellitenbild eines post-glazialen Lavaflusses

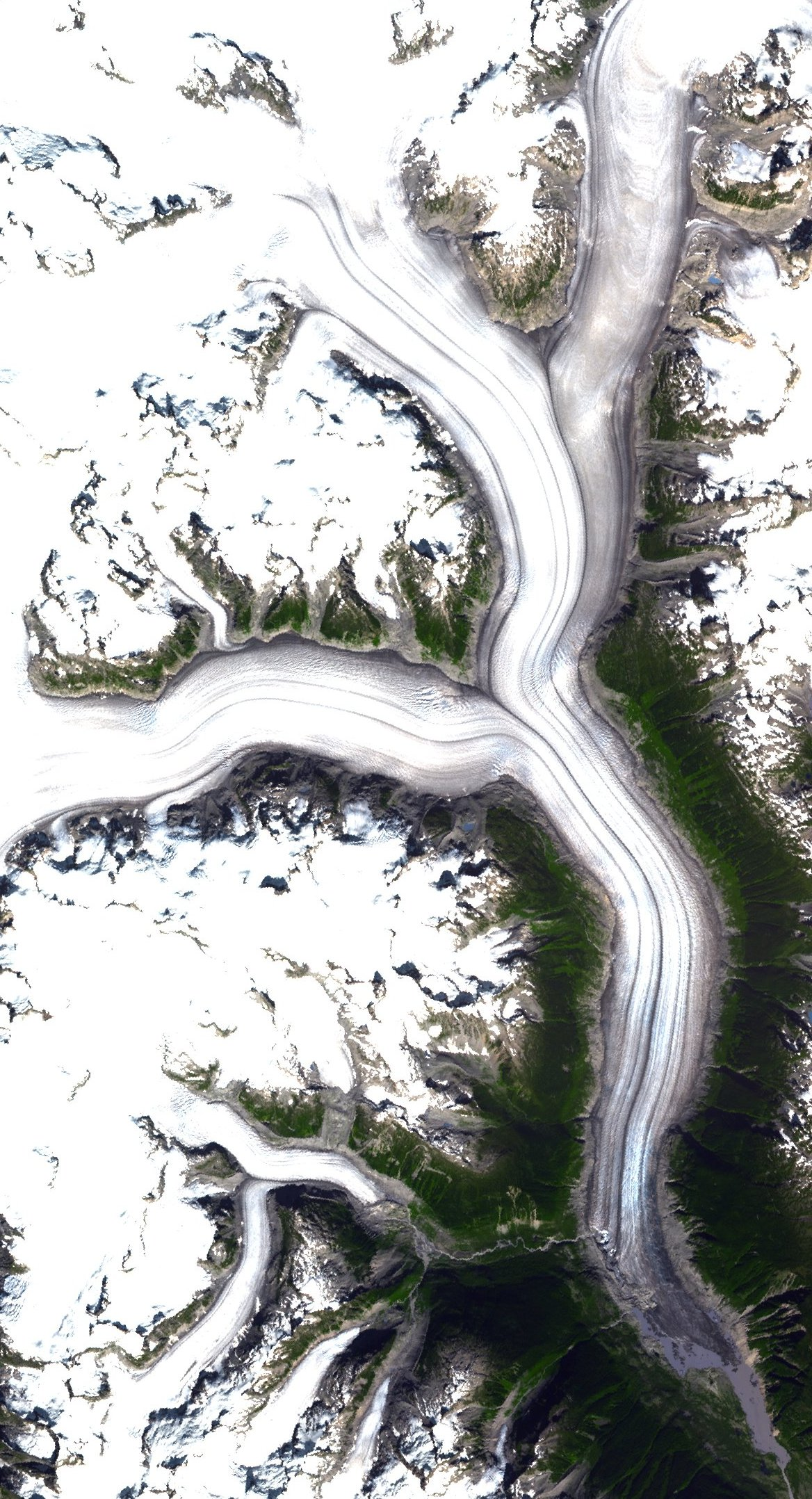
Satellitenbild der Gletscher am Silverthrone und am Klinaklini

Aufgrund der Abgeschiedenheit und des geringen Aktivitätslevels kommt es in Kanada nur selten zu Todesfällen im Zusammenhang mit Vulkanausbrüchen. Der einzig bekannte Fall ereignete sich 1775 am Tseax Cone als ein 22,5 km langer Lavafluss den Tseax River und den Nass River herabströmte, dabei ein Dorf der Nisga’a zerstörte und schätzungsweise 2.000 Menschen durch vulkanische Gase tötete. Kleinere und größere Städte südlich des Silverthrone beherbergen gut die Hälfte der Bevölkerung von British Columbia. Es gibt eine gewisse Wahrscheinlichkeit, dass künftige Eruptionen Schäden in den besiedelten Gebieten anrichten könnten, sodass die Silverthrone Caldera und andere, weiter südlich gelegene Vulkane im Garibaldi-Vulkangürtel eine bedeutende potenzielle Gefahr darstellen. Aus diesem Grund wurden zusätzliche Projekte zur Untersuchung der Silverthrone Caldera und weiterer Vulkane des Garibaldi-Gürtels durch die Geological Survey of Canada geplant. Von nahezu allen Vulkanen Kanadas gehen erhebliche Gefahren aus, sodass Gefährdungskarten und Notfallpläne erforderlich sind. Vulkane wie der Silverthrone, bei denen eine bedeutende seismische Aktivität gemessen wird, scheinen am wahrscheinlichsten einem Ausbruch nahe zu sein. Ein Ausbruch irgendeines Vulkans des Garibaldi-Gürtels hätte erhebliche Auswirkungen auf den British Columbia Highway 99 und Gemeinden wie Pemberton, Whistler und Squamish, vielleicht auch auf Vancouver.

### Ejektionen
Die explosive Natur der Eruptionen an der Silverthrone Caldera in der Vergangenheit legt nahe, dass dieser Vulkan eine weitreichende Gefahr für Gemeinden in ganz Kanada darstellt. Eine große Ejektion kann große Mengen von Asche produzieren, von denen Gemeinden in ganz Kanada betroffen sein können. Aschesäulen steigen mehrere hundert Meter über dem Vulkan auf, was diese zur Gefahr für den Luftverkehr auf der an der Küste gelegenen Luftverkehrsroute zwischen Vancouver und Alaska macht. Vulkanasche schränkt die Sicht ein und kann zum Ausfall von Triebwerken sowie zu Schäden an anderen Systemen der Flugzeuge führen. Zudem könnte eine Glutlawine schädliche Auswirkungen auf das den Vulkan umgebende Ha-Iltzuk Icefield haben. Das Schmelzen des Gletschereises kann Lahare und Muren auslösen. Diese wiederum könnten die Zuflüsse des Machmell River und anderer Wasserquellen der Region beeinflussen.

### Lavaflüsse
Weil die Silverthrone-Region in einem abgelegenen und außerordentlich zerklüfteten Teil der Coast Mountains liegt, wäre die von Lavaflüssen ausgehende Gefahr eher gering bis moderat. Magma mit hohen bis mittleren Gehalten an Silizium (wie in Andesit, Dazit oder Rhyolith) bewegt sich im Allgemeinen langsam und bedeckt kleine Gebiete, in denen sich sogenannte Lavadome mit steilen Flanken formen. Lavadome werden oft aufgrund des Ausstoßes vieler einzelner Lavaflüsse über Monate und Jahre hinweg nicht dicker als 30 m}. Solche Flüsse überlappen einander und fließen weniger als ein paar Meter pro Stunde. Die Eruption von Lava kann jedoch an der Silverthrone Caldera intensiver als an anderen kanadischen Vulkanen ausfallen. Lavaflüsse mit hohen bis mittleren Gehalten an Silizium erreichen selten Entfernungen von mehr als 8 km von ihrer Quelle, während der Silverthrone einen 10 km langen andesitischen Lavafluss in den Tälern von Pashleth Creek und Machmell River hervorbrachte. Es gibt auch Hinweise darauf, dass Lavaflüsse dereinst den Lauf des Machmell River blockiert oder verändert haben könnten. Eine neuerliche vulkanische Aktivität in diesem Gebiet könnte den Lauf des Flusses unterbrechen und Auswirkungen auf die flussabwärts lebenden und arbeitenden Menschen haben.

### Vulkanisches Gas
Vulkanisches Gas enthält eine Reihe von Substanzen. Dazu gehören Gase, die innerhalb von bläschenartgen Strukturen des vulkanischen Gesteins eingeschlossen sind, oder in Magma und Lava gelöste Gase sowie direkt aus der Lava oder indirekt aus hydrothermalen Lösungen ausströmende Gase. Die vulkanischen Gase, die potenziell die größte Gefahr für Menschen, Tiere, Landwirtschaft und Besitztümer darstellen, sind Schwefeldioxid, Kohlendioxid und Fluorwasserstoff. Im lokalen Maßstab kann Schwefeldioxid zu saurem Regen führen; die Luftverschmutzung kann vom Vulkan herabströmen. Global gesehen führen große explosive Eruptionen, die ein gewaltiges Volumen von Schwefel-Aerosolen in die Stratosphäre befördern, zu niedrigeren Temperaturen an der Erdoberfläche und zu einer Schwächung der Ozonschicht der Erde. Weil Kohlendioxid schwerer ist als Luft, kann das Gas in tiefer gelegene Gebiete fließen und sich im Boden ansammeln. Die Konzentration von Kohlendioxid kann für Menschen, Tiere und Pflanzen tödlich sein.

## Monitoring

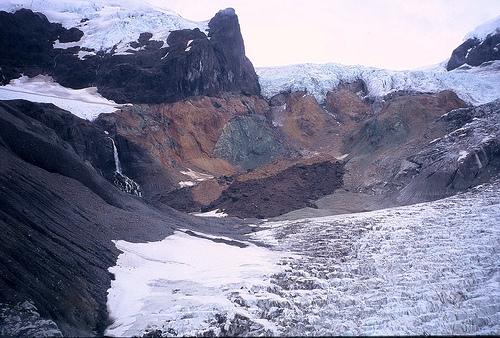
Eisfälle und extrudierte Lava am Kingcome Glacier

Gegenwärtig wird die Silverthrone Caldera nicht eng genug durch die Geological Survey of Canada überwacht, um die Aktivität des vulkanischen Magmasystems einschätzen zu können. Das existierende seismographische Netzwerk wurde aufgebaut, um tektonische Erdbeben zu überwachen, und ist zu weit entfernt aufgestellt, um eine hinreichend gute Indikation für Vorgänge an der Caldera und in ihrer Umgebung zu liefern. Es könnte ein Ansteigen der Aktivität registrieren, wenn der Vulkan sehr unruhig würde, doch dies könnte allenfalls eine Warnung vor einem großen Ausbruch liefern. Es würde die Aktivität erst entdecken, wenn der Vulkan beginnt auszubrechen.
Ein möglicher Weg, eine Eruption nachzuweisen, ist das Studium der geologischen Geschichte des Silverthrone, da jeder Vulkan sein eigenes Verhaltensmuster im Hinblick auf die Magnitude sowie die Art und Weise und die Häufigkeit der Eruptionen aufweist, sodass ein künftiger Ausbruch den bisherigen ähneln würde. Aufgrund der Abgeschiedenheit des Vulkans würde dies aber wahrscheinlich eingestellt.
Die Wahrscheinlichkeit, dass Kanada von den Ausbrüchen der eigenen oder nahegelegenen Vulkane schwer betroffen sein könnte, begründet das Erfordernis irgendeiner Verbesserung des Programms. Überlegungen zum Verhältnis von Nutzen und Aufwand sind entscheidend, um mit natürlichen Gefährdungen umgehen zu können. Dies erfordert jedoch exakte Daten über die Gefährdungstypen, die Magnituden und das Auftreten der Gefahren. Für Vulkane in British Columbia oder sonst wo in Kanada sind sie jedoch nicht in den erforderlichen Einzelheiten vorhanden.
Andere vulkanologische Methoden wie Gefährdungskarten stellen die eruptive Vergangenheit eines Vulkans im Detail dar und stellen Vermutungen über gefährliche Aktivitäten an, die vielleicht in der Zukunft zu erwarten sind. Gegenwärtig sind keine Gefährdungskarten für die Silverthrone Caldera erstellt worden, weil die Kenntnisse dazu aufgrund seiner Abgeschiedenheit unzureichend sind. Ein großes Programm, das die Gefährdungen durch Vulkanismus bearbeitet, gab es innerhalb der Geological Survey of Canada nie. Der Großteil der Informationen wurde in einem eigenen langwierigen Prozess durch die Unterstützung verschiedener Angestellter wie Vulkanologen und anderen Geowissenschaftlern zusammengetragen. Das beste heutige Wissen existiert für das Mount-Meager-Massiv und schickt sich wahrscheinlich an, in einem befristeten Projekt zu Kartierung und Monitoring wesentlich angereichert zu werden. Die Kenntnisse über die Silverthrone Caldera und andere Vulkane des Garibaldi-Vulkangürtels sind noch nicht so vertieft, aber verschiedene Beiträge wurden immerhin am Mount Cayley geleistet. Ein intensives Programm zur Klassifizierung des Ausgesetztseins der Infrastruktur in der Nähe aller jungen kanadischen Vulkane und eine schnelle Gefährdungsbeurteilung jedes einzelnen Vulkans mit aktueller seismischer Aktivität wäre seiner Zeit voraus und würde die prioritären Gebiete für künftige Anstrengungen schnell und gewinnbringend bestimmen.

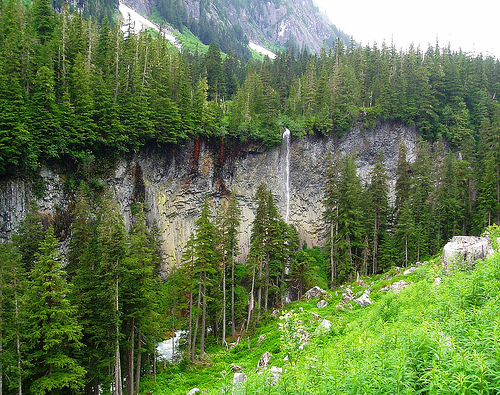
Frontseite der Lava am Charnaud Creek

Das bestehende seismographische Netzwerk für das Erdbeben-Monitoring gibt es seit 1975, umfasste aber bis 1985 nur wenige Orte. Abgesehen von wenigen kurzzeitigen Monitoring-Versuchen zur seismischen Aktivität durch die Geological Survey of Canada, wurde kein Monitoring der Vulkane an der Silverthrone Caldera oder anderswo in Kanada auf einem Niveau abgeschlossen, wie es in anderen betroffenen Ländern mit historisch aktiven Vulkanen üblich ist. Aktive oder unruhige Vulkane werden üblicherweise mit mindestens drei Seismographen innerhalb von 15 km Entfernung überwacht. Wegen der höheren Sensitivität für die Registrierung und der Verringerung der Fehlerrate, insbesondere in Bezug die Tiefe der Erdbeben werden regelmäßig Messungen innerhalb von fünf Kilometern durchgeführt. Ein solches Monitoring deckt das Risiko eines Ausbruchs auf und ermöglicht Vorhersagen, welche für die Risikosenkung wichtig sind. Aktuell ist an der Silverthrone Caldera kein Seismograph näher als 124 km installiert. Mit zunehmender Entfernung und abnehmender Anzahl der eingesetzten Seismographen für den Nachweis seismischer Aktivität wird die Vorhersagequalität reduziert, weil die Genauigkeit der Lokalisierung von Erdbeben und die Messgenauigkeit allgemein abnehmen. Die Abweichungen bei der Lokalisierung von Erdbeben betragen im Garibaldi-Vulkangürtel einige Kilometer, in isolierteren nördlichen Regionen bis zu 10 km. Die örtliche Magnitude beträgt im Garibaldi-Vulkangürtel 1 bis 1,5, anderswo 1,5 bis 2. Bei „sorgfältig“ überwachten Vulkanen werden sowohl die lokalisierten als auch die nachgewiesenen Ereignisse aufgezeichnet und sofort untersucht, um die Vorhersagequalität in Bezug auf künftige Eruptionen zu verbessern. Nicht nachgewiesene Ereignisse werden British Columbia nicht aufgezeichnet und weder sofort noch in einem leicht zugänglichen Prozess untersucht.
In Ländern wie Kanada ist es möglich, dass kleine vorauseilende Erdbebenschwärme unentdeckt bleiben, insbesondere wenn keine Vorfälle beobachtet wurden; schwerere Vorfälle in größeren Schwarmbeben könnten entdeckt werden, aber nur ein kleiner Teil dieser Schwarmereignisse würde den Zusammenhang mit ihrer vulkanischen Herkunft hinreichend erklären oder sie gar mit einem einzelnen Vulkan in Zusammenhang bringen.